# 이키쓰 쇼지
이키쓰 쇼지(일본어: 生津 将司, 1977년 5월 20일 ~ )는 일본의 전 축구 선수이다.

## 구단 경력
1996년 J1리그의 아비스파 후쿠오카에 입단했다. 1999년까지 11경기에 출전. 1999년 7월 J2리그의 사간 도스로 이적했다. 2001년엔 뉴웨이브 기타큐슈에서 활동했다.